# Field Commander Cohen: Tour of 1979
Field Commander Cohen: Tour of 1979 ist ein Livealbum von Leonard Cohen. Es erschien 2001 und enthält Lieder von seiner Tour aus dem Jahr 1979. Die Aufnahmen wurden im Dezember 1979 bei Konzerten in England gemacht.

## Titelliste
1. "Field Commander Cohen" – 4:25
2. "The Window" (Violin Solo von Raffi Hakopian) – 5:51
3. "The Smokey Life" (Duet mit Jennifer Warnes) – 5:34
4. "The Gypsy's Wife" (Violin Solo von Raffi Hakopian) – 5:20
5. "Lover Lover Lover" (Oud Solos by John Bilezikjian) – 6:31
6. "Hey, That's No Way to Say Goodbye" (Violin Solo von Raffi Hakopian) – 4:04
7. "The Stranger Song" – 4:55
8. "The Guests" (Violin Solo von Raffi Hakopian) – 6:05
9. "Memories" (Sax Solo von Paul Ostermayer) – (Cohen, Phil Spector) 4:38
10. "Why Don't You Try" (Duet mit Sharon Robinson, Solo von Paul Ostermayer) – 3:43
11. "Bird on the Wire" (Guitar Solo von Mitch Watkins) – 5:10
12. "So Long, Marianne" – 6:44